# 林森南路禮拜堂
林森南路禮拜堂全名為台北基督徒林森南路禮拜堂，是位在臺北市林森南路2號的教會，在1976年在現址聚會，採長老制，第一任長老為吳勇長老。
西元1946年時，吳勇長老於臺北市許昌街創設「台北基督教青年會青年團契」，開始建立教會，因為許昌街場所原址老舊，西元1976年二段現址購置建堂場地，並且改名為「台北基督徒林森南路禮拜堂」
現今林森南路禮拜堂除了宗教信仰活動之外，於1999年開始成立的「林森南路禮拜堂光鹽童軍團」主導該教會之主要行政、活動事務範圍，在教會中年輕世代逐漸凋零、衰退的景況下，成為教會中少數有穩定發展的群體。

## 沿革
西元1946年由吳勇長老於臺北市許昌街創設「台北基督教青年會青年團契」，最初參與聚會人數只有七人，依循聖經真理採用長老制，西元1953南京東路禮拜堂建成，改名為「台北基督徒青年會青年團契」，西元1971年時，因為許昌街場所原址老舊，於五年後(西元1976年)於台北市林森南路二段現址購置建堂場地，正式改名為「台北基督徒林森南路禮拜堂」，並於其之後建立起諸多的分植新堂。至今已累積有22個分堂系統。

## 歷史
- 1946年：吳勇長老於臺北市許昌街創設台北基督教青年會青年團契。
- 1976年：由於原址老舊，教會決議至林森南路二號（現址）購地建堂，並更名為台北基督徒林森南路禮拜堂。
- 1986年4月27日：舉辦四十週年感恩禮拜。

## 外部連結
- 林森南路禮拜堂 （页面存档备份，存于）
- 華人教會名錄 財團法人台北基督徒林森南路禮拜堂 （页面存档备份，存于）